# Anna Salai

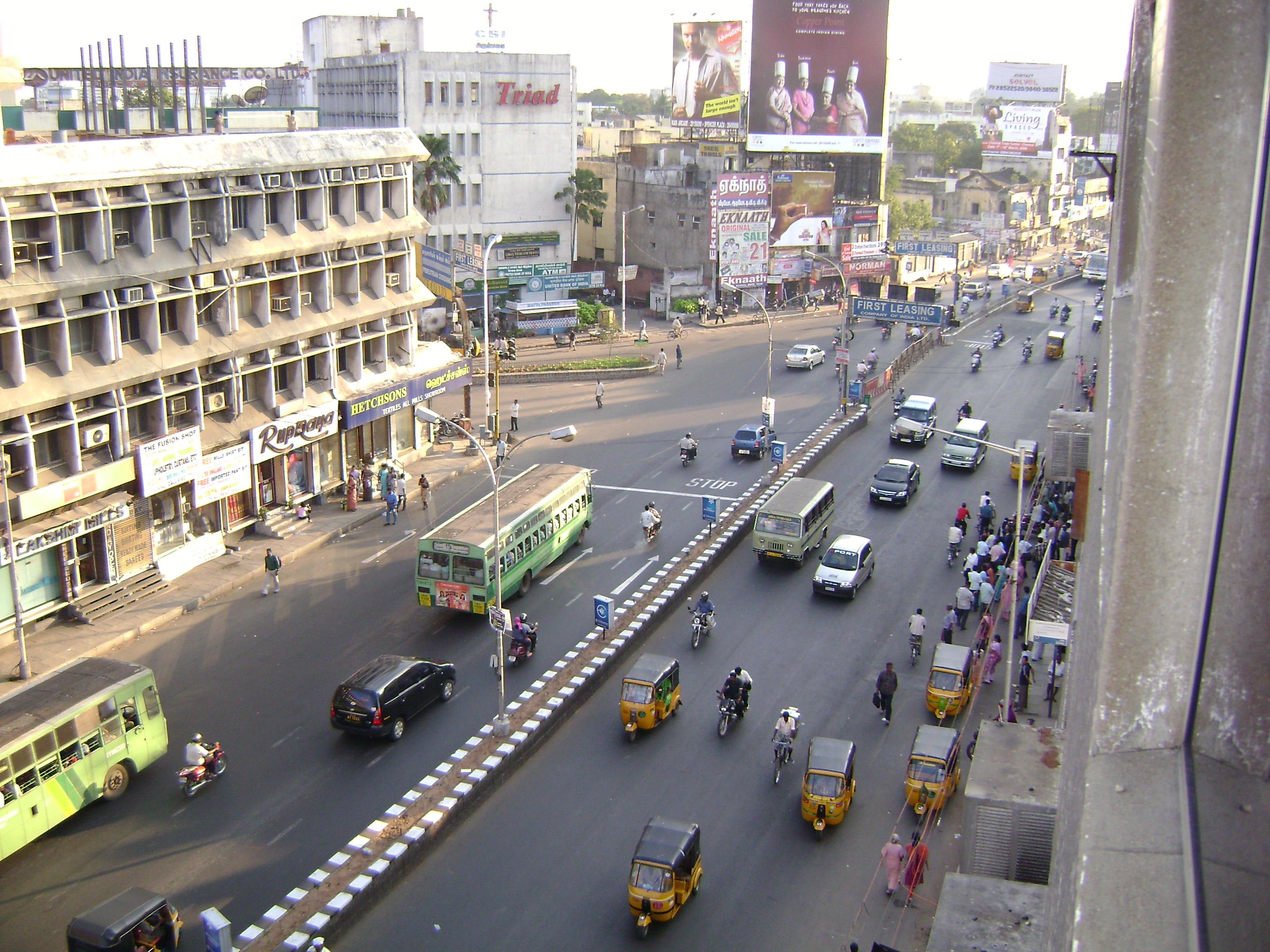
Die Anna Salai in Chennai

Die Anna Salai (Tamil: அண்ணா சாலை [ˈaɳːɑː ˈsɑːlɛi̯] „Anna-Straße“), früher engl. Mount Road, ist die Hauptstraße von Chennai (Madras), der Hauptstadt des indischen Bundesstaates Tamil Nadu. Die ehemalige Mount Road wurde 1971 nach dem Politiker C. N. Annadurai (genannt Anna) in Anna Salai umbenannt.
Die Anna Salai beginnt beim Fort St. George an der Mündung des Cooum und führt von dort nach Südwesten in Richtung des St. Thomas Mount im Süden Chennais (daher der alte Name Mount Road). Sie endet an der Anschlussstelle Kathipara Junction, wo sie sich in die in Richtung des westlichen Vororts Poonamallee führende Mount-Poonamallee Road und die weiter nach Südwesten verlaufende Fernstraße Grand Southern Trunk Road (National Highway 45) teilt. Die Anna Salai ist 12,6 Kilometer lang und hat sechs Fahrspuren. Ein 1800 Meter langer Straßenabschnitt, der Anna Flyover, ist als Hochstraße gebaut. Um den zunehmenden Verkehrsstaus Herr zu werden, ist der Bau neuer Überführungen geplant. Die derzeit im Bau befindliche blaue Linie der Metro Chennai verläuft unterirdisch entlang der Anna Salai.
Die Anna Salai ist das wichtigste Geschäftszentrum Chennais. Die Straße wird von Bürobauten wie dem 14-stöckigen LIC Building, Einkaufszentren wie der bekannten Spencer Plaza, anderen Geschäften wie Higginbotham’s, dem ältesten Buchhändler Indiens, und Fünfsternehotels gesäumt. An der Anna Salai befinden sich ferner der Neubau des Parlamentsgebäudes des Bundesstaates Tamil Nadu, die anglikanische St. George’s Cathedral und die Thousand Lights Mosque.